# ألبرت راي
ألبرت راي (بالإنجليزية: Albert Ray) هو كاتب سيناريو ومخرج وممثل أمريكي، ولد في 28 أغسطس 1897 في الولايات المتحدة، وتوفي في 5 فبراير 1944 بلوس أنجلوس في الولايات المتحدة.

## وصلات خارجية
- ألبرت راي على موقع IMDb (الإنجليزية)
- ألبرت راي على موقع ألو سيني (الفرنسية)
- ألبرت راي على موقع أول موفي (الإنجليزية)
- ألبرت راي على موقع قاعدة بيانات الأفلام السويدية (السويدية)
- ألبرت راي على موقع قاعدة بيانات الفيلم (الإنجليزية)
- ألبرت راي على موقع كينوبويسك (الروسية)